# Gymnopleurus ignitus
Gymnopleurus ignitus là một loài bọ cánh cứng trong họ Bọ hung (Scarabaeidae).